# Романо, Рубен Омар
Рубен Омар Романо Качиа (исп. Rubén Omar Romano Cachía; род. 18 мая 1958, Буэнос-Айрес) — аргентинский футболист, выступавший на позиции полузащитника. По окончании игровой карьеры стал тренером.

## Клубная карьера
Рубен Романо начинал свою профессиональную карьеру футболиста в аргентинском клубе «Уракан» в 1977 году. В 1980 году он отправился в Мексику, где выступал за различные местные команды: «Америку», «Леон», «Некакса», «Пуэблу», «Керетаро», «Крус Асуль», «Атланте» и «Веракрус». Рубен Романо был результативным левшой с высоким процентом реализации стандартных положений. В мексиканском чемпионате он забил 102 гола, что позволило ему войти в список 100 лучших бомбардиров чемпионата Мексики за всё время его существования.

## Тренерская карьера
После завершения карьеры футболиста Рубен Романо стал помощником главного тренера Рикардо Лавольпе в команде «Атлас».
Далее он работал в качестве главного тренера таких команд, как «Атлетико Селая», «УАГ Текос», «Монаркас Морелия», «Пачука» и «Крус Асуль». С «Пачукой» Романо добился квалификации на Кубок Либертадорес 2005. Романо 6 раз выводил различные команды в стадию плей-офф мексиканского чемпионата, но титулов завоёвывать ему не приходилось.
19 июля 2005 года Романо был похищен в районе Сочимилько, в столице страны Мехико. В ночь на 21 сентября 2005 года, на 65-й день после похищения, агентами Федерального агентства расследований (AFI) он был освобождён. Романо вернулся к работе через несколько дней после этого. В это время он возглавлял клуб «Крус Асуль», но после неудачной серии (2 победы, 3 ничьи и 5 поражений) Романо был уволен с поста 9 декабря 2005 года.
В 2007 году он возглавил «Атлас», но команда под его руководством закончила чемпионат на последнем месте, показав при этом 11-матчевую безвыигрышную серию.
18 февраля 2008 года Романо был назначен главным тренером столичной «Америки». Но уже 30 апреля 2008 года он объявил о своём уходе из команды сразу после поражения (2:4) от бразильского «Фламенго» в 1/8 финала Кубка Либертадорес. Любопытно, что сразу после его ухода «Америка» выиграла последующие три матча, в том числе разобравшись (3:0) с «Фламенго» на стадионе Маракана. Романо был представлен в качестве главного тренера клуба «Сантос Лагуна» 5 декабря 2009 года. В следующем же чемпионате после своего назначения он вывел «Сантос Лагуну» в финал турнира, где она уступила «Толуке» лишь в серии пенальти. В Апертуре 2010 он повторяет этот успех, уступив в финале «Монтеррею» (3:5). 20 февраля 2011 года Романо был уволен с поста главного тренера «Сантос Лагуны» за череду домашних поражений и непристойных жестов в адрес болельщиков клуба.